# تونس في الألعاب المتوسطية 1971
شاركت تونس في الألعاب المتوسطية 1971 في إزمير وفازت بثلاثة ميداليات ذهبية, 6 ميداليات فضية و برونزيتين.